# Хутір Венглинського
Хутір Венглинського (Венглинський) — колишній хутір у Дубровській сільській раді Брусилівського району Київської округи Української СРР.

## Населення
Відповідно до перепису населення СРСР, станом на 17 грудня 1926 року чисельність населення становила 30 осіб, з них, за статтю: чоловіків — 15, жінок — 15; етнічний склад: українці — 30. Кількість господарств — 6.

## Історія
У 1923 році включений до складу новоствореної Дубровської (Дубрівської) сільської ради, яка 7 березня 1923 року увійшла до складу новоутвореного Брусилівського району Білоцерківської округи.
Після 1926 року не значився на обліку населених пунктів.